# Germarostes carltoni
Germarostes carltoni är en skalbaggsart som beskrevs av Henry Fuller Howden och Gill 2005. Germarostes carltoni ingår i släktet Germarostes och familjen Hybosoridae. Inga underarter finns listade i Catalogue of Life.